# Alcadozo (kommun)
Alcadozo är en kommun i Spanien.   Den ligger i provinsen Provincia de Albacete och regionen Kastilien-La Mancha, i den centrala delen av landet, 240 km sydost om huvudstaden Madrid. Antalet invånare är 723.